# Rolf Heissler
Rolf Gerhard Heissler, més conegut com a Rolf Heissler, (Bayreuth, 3 de juny de 1948) és un activista polític alemany, ex-militant de la segona generació del grup armat Fracció de l'Exèrcit Roig.

## Trajectòria a la RAF
Des de 1958 va residir a Hildesheim, a la Baixa Saxònia. Després de l'examen de graduació a l'Escola secundària Andreanum d'aquesta població, va prestar el servei militar a l'Exèrcit de la República Federal d'Alemanya, del qual va ser llicenciat prematurament l'abril de 1967 per raons de salut. A continuació, va començar a estudiar a la Facultat de Filosofia de la Universitat de Múnic. A la universitat va quedar captivat per Brigitte Mohnhaupt amb qui es va casar l'any 1968 i es va fer membre del col·lectiu radical d'esquerra Tupamaros Munich. Posteriorment, i al costat de Mohnhaupt, de qui es va divorciar l'any 1970, es va incorporar a la Fracció de l'Exèrcit Roig (RAF), i el 13 d'abril de 1971 va participar en un assalt a un banc, per la qual cosa va ser condemnat l'any 1972 a una pena de sis anys de presó.
El 1975, el govern de la República Federal d'Alemanya el va intercanviar, amb altres presoners, pel dirigent polític Peter Lorenz, president de la CDU a Berlín, qui havia estat segrestat pel Moviment 2 de Juny, i el 3 de març de 1975, en companyia del pastor Heinrich Albertz, va aconseguir ser traslladat en un vol Boeing 707 de Lufthansa des de Frankfurt del Main fins a Aden, al Iemen del Sud, juntament amb Verena Becker, Gabriele Kröcher-Tiedemann, Ingrid Siepmann i Rolf Pohle. L'octubre de 1976 va tornar a la República Federal d'Alemanya sense ser reconegut i es va reincorporar a la RAF. L'1 de novembre de 1978, al costat d'Adelheid Schulz, va participar en un tiroteig contra quatre policies de duana dels Països Baixos durant una inspecció de passaports al carrer fronterer de Neustraße/Nieuwstraat, de la localitat de Kerkrade, que va comportar la mort de dos agents, Dionysius de Jong i Johannes Goemans, i ferides a un altre policia.

## Detenció i alliberament
La seva detenció es va produir el 9 de juny de 1979 a Frankfurt del Main en un intercanvi de trets, en el que va ser ferit diverses vegades, sent la ferida més greu una bala que li va impactar en el cap. El 10 de novembre de 1982 va ser condemnat per l'assassinat de dos policies neerlandesos, rebent una sentència de cadena perpètua. Entre el 27 de juliol i el 3 d'agost de 1994 va realitzar una vaga de fam, juntament amb els altres presos de la RAF Irmgard Möller, Manuela Happe, Eva Haule, Sieglinde Hofmann, Hanna Krabbe, Christine Kuby, Helmut Pohl, Heidi Schulz, Birgit Hogefeld, Brigitte Mohnhaupt, Christian Klar i Rolf Clemens Wagner, amb la demanda d'alliberament immediat d'Irmgard Moller, que feia 22 anys que estava empresonada. El 25 d'octubre de 2001, la Cort Federal de Düsseldorf va dictar la seva llibertat condicional, amb la càrrega de presentar-se periòdicament a la presó de Frankenthal.
El 2007, en una exposició a Frankfurt del Main, va presentar diferents articles del seu període de presó. En aquell moment, va dir que no es lamentava i que va estar al costat de la «lluita armada» diverses vegades. El 7 de setembre de 2007, l'antic membre de la RAF Peter-Jürgen Boock va manifestar en una entrevista amb diversos periodistes que, el 18 d'octubre de 1977, Rolf Heissler i Stefan Wisniewski van participar directament en l'assassinat a trets del president de la patronal alemanya, Hanns Martin Schleyer. El 20 d'octubre de 2013, la Fiscalia federal va declarar que havia aturat la investigació contra ell en la causa de l'assassinat de Schleyer, ja que no havia estat capaç de demostrar que assassinés el president de la patronal.